# 松野寛
松野 寛（まつの ひろし、1940年10月26日 - 2021年11月12日）は、静岡県出身の元ボートレーサー。

## 来歴
1969年3月5日に平和島で行われた第15回全日本選手権競走では全勝で優勝戦に駒を進めたが、弟が優勝戦を前にして交通事故死で悲運の欠場を余儀なくされる。この選手権は唯一春先に開催された選手権であったが、初日から雪が降っていた。松野は8年目でのSG初優出を果たすも、優勝戦が吹雪で中止順延となった同4日に弟の交通事故の知らせを知り、代替となった当日の翌5日に訃報を聞き欠場を決めた。
1988年8月9日、浜名湖にて開催された第34回モーターボート記念競走でSG初優勝を果たす。進入は中へこみのスリットであったが、津田富士男が内を絞って捲ってくるところを松野は捲くらせず差させずの完璧のターンで決めた。「マツカン差し」と固有名詞を付けられるほどの差しの名手で、47歳にして地元で初のSGを手に入れた。
1998年12月11日の浜名湖「'98ファイナルカップ」2日目9R予選が最後の勝利（2号艇2コースから差し）を挙げ、12月14日の5日目12R準優勝戦に進出するも優出はならず（5号艇2コース進入で6着）、翌15日の最終日10R選抜戦が最後の出走（1号艇1コース進入で5着）となった。同年引退。
引退後は2007年にボートレース殿堂マイスターに選出された。
2021年11月12日、病気のため死去、81歳。

## 獲得タイトル
※太字はSGレース
- 1965年 - 鳴門開設12周年記念競走
- 1966年 - 東海地区選手権競走（浜名湖）
- 1973年 - 浜名湖開設20周年記念競走
- 1978年 - びわこ開設26周年「秩父宮妃記念杯競走」
- 1979年 - 平和島開設25周年記念競走
- 1988年 - 第34回モーターボート記念競走（浜名湖）